# Giro de Lombardía 1973
El Giro de Lombardía 1973, la 67.ª edición de esta clásica ciclista, se disputó el 13 de octubre de 1973, con un recorrido de 266 km entre Milán y Como. El vencedor final fue el italiano Felice Gimondi, por delante de los belgas Roger De Vlaeminck y Herman Van Springel. 

## Clasificación final
| Posición | Ciclista            | Equipo                     | Tiempo     |
| -------- | ------------------- | -------------------------- | ---------- |
| 1        | Felice Gimondi      | Bianchi                    | 7h 07' 42" |
| 2        | Roger De Vlaeminck  | Brooklyn                   | m. t.      |
| 3        | Herman Van Springel | Rokado                     | m. t.      |
| 4        | Marcello Bergamo    | Filotex                    | m. t.      |
| 5        | André Dierickx      | Flandria-Shimano-Carpenter | m. t.      |
| 6        | Miguel María Lasa   | Kas-Kaskol                 | m. t.      |
| 7        | Régis Ovion         | Peugeot-BP-Michelin        | m. t.      |
| 8        | Frans Verbeeck      | Watney-Maes                | m. t.      |
| 9        | Franco Bitossi      | Sammontana                 | m. t.      |
| 10       | Italo Zilioli       | Dreherforte                | m. t.      |